# Немятово-2
Немятово-2 — деревня в Иссадском сельском поселении Волховского района Ленинградской области.

## История
В начале XX века деревня административно относилась к Иссадской волости 2-го стана Новоладожского уезда Санкт-Петербургской губернии.
По данным «Памятной книжки Санкт-Петербургской губернии» за 1905 год деревня называлась Немятово 2-е.
С 1917 по 1920 год деревня Немятово 2 входила в состав Немятовского сельсовета Иссадской волости Новоладожского уезда.
С 1921 года в составе Гладковско-Немятовского сельсовета.
С 1923 года в составе Октябрьской волости Волховского уезда.
С 1924 года в составе Немятовского сельсовета.
С 1927 года в составе Волховского района.
По данным 1933 года деревня называлась Немятово II и входила в состав Немятовского сельсовета Волховского района с административным центром в селе Немятово.
По данным 1936 года село 2-е Немятово являлось административным центром Немятовского сельсовета, в его состав входили 6 населённых пунктов, 320 хозяйств и 1 колхоз.

План деревни Немятово-2. 1941 год

Согласно топографической карте РККА 1941 года деревня называлась Немятово 1-е и насчитывало 39 дворов. В деревне находился маяк.
С 1946 года в составе Новоладожского района.
С 1954 года в составе Иссадского сельсовета.
С 1963 года вновь в составе Волховского района.
По данным 1966, 1973 и 1990 годов деревня Немятово-2 также входила в состав Иссадского сельсовета.
В 1997 году в деревне Немятово-2 Иссадской волости проживал 161 человек, в 2002 году — 129 человек (русские — 93 %).
В 2007 году в деревне Немятово-2 Иссадского СП — 136 человек.

## География
Деревня расположена в северной части района на автодороге 41К-378 (подъезд к дер. Немятово), к востоку от города Новая Ладога.
Расстояние до административного центра поселения — 9 км.
Расстояние до ближайшей железнодорожной станции Волховстрой I — 27 км.
Деревня находится на правом берегу устья реки Волхов, на южном берегу Новоладожского и по обоим берегам Староладожского канала[уточнить].

## Демография
| 2002 | 2007 | 2010 | 2017 |
| ---- | ---- | ---- | ---- |
| 129  | ↗136 | ↗137 | ↗197 |

### Национальный состав
Согласно данным Всероссийской переписи населения 2021 года в деревне проживали 124 человека, из них:
 русские — 117, казахи — 2, армяне — 1, другие национальности — 1 человек.

## Улицы
Береговая, Вересковая, Водников переулок, Дачная, Заречная, Луговая, Маячная, Морская, Песочная, Петровская, Речная, Сиреневый переулок, Солнечный переулок, Сосновая, Цветочная, Якорная.